# Универзитет Коч
Универзитет Коч (тур. Koç Üniversitesi) је приватни универзитет у Истанбулу. Године 2022. проглашен је најбољим универзитетом у Турској. На њему студира око 7.000 људи.
Прихвата међународне студенте из различитих земаља и има широку мрежу од преко 250 партнерских универзитета, укључујући Универзитет Калифорније и друге као што су Северозападни универзитет, Универзитет Корнел и Универзитет Џорџтаун.